# 国际舞蹈医学与科学协会
国际舞蹈医学与科学协会（英語：International Association for Dance Medicine & Science，IADMS）成立于1990年，其使命宣言将目标描述为：IADMS的使命是增强健康、福祉、培训和通过培养医学、科学和教育的卓越表现来表演舞蹈。
截至2020年，该协会拥有来自超过52个国家的1,500多名会员。